# Rivière Barrière
Pour les articles homonymes, voir Barrière.
La rivière Barrière est un cours d'eau se jetant dans le lac des Quinze, coulant dans le territoire de la municipalité de Rémigny, dans la municipalité régionale de comté (MRC) de Témiscamingue, dans la région administrative du Abitibi-Témiscamingue, au Québec, au Canada.

## Géographie

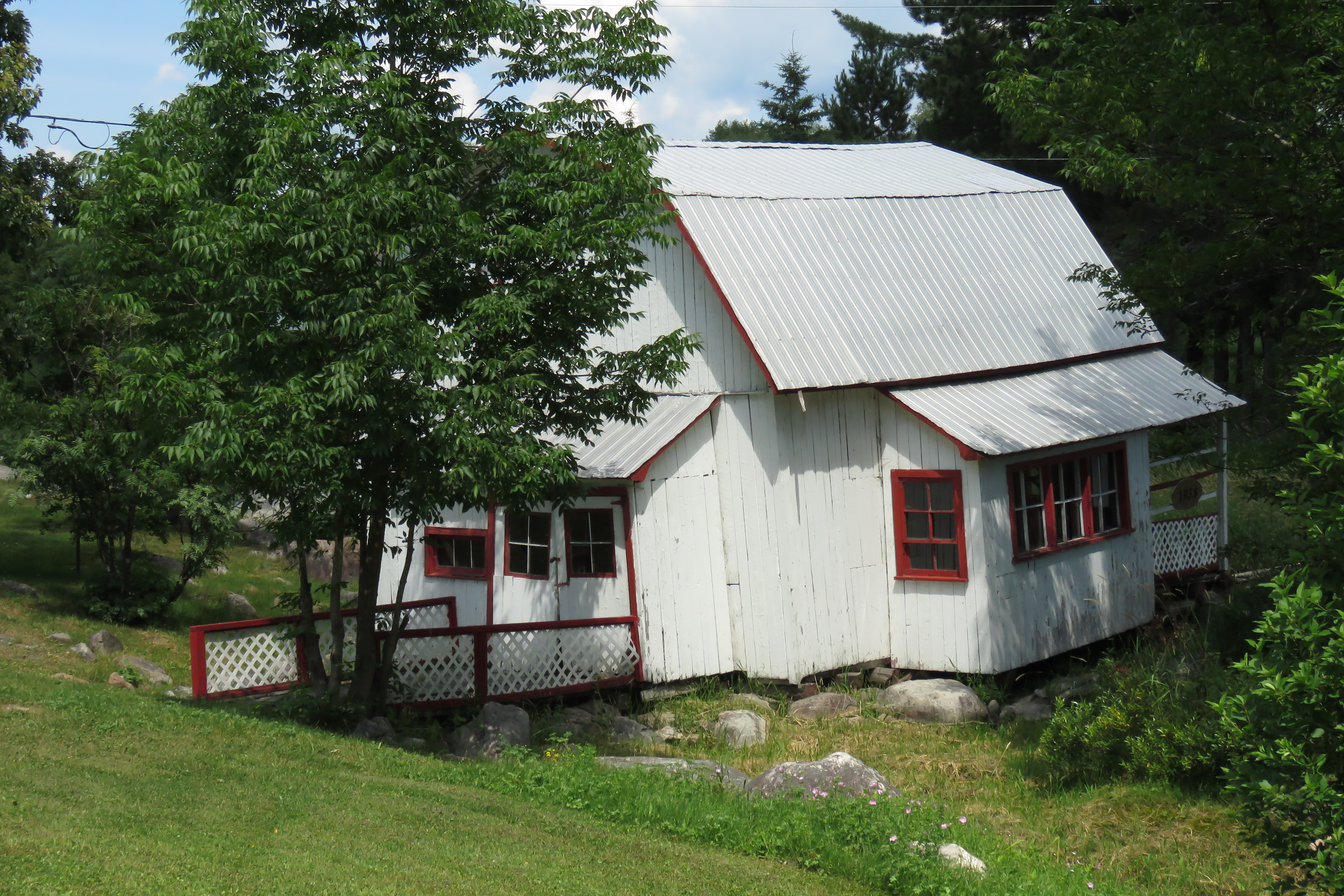
Moulin à aubes de Rémigny

Il s'agit d'une courte rivière, qui prend sa source dans le lac Rémigny et se jette dans la baie Barrière du lac des Quinze.
On y retrouve sur une île en amont du pont de Rémigny, le moulin à aubes, une scierie construite en 1938. Ce dernier a été cité par municipalité en 2016,.

## Toponymie
Le toponyme « rivière Barrière » a été officialisé le 5 décembre 1968 à la Commission de toponymie du Québec.